# 國武大晃
國武 大晃（くにたけ ひろあき、2002年（平成14年）2月10日 - ）は日本のスノーボード選手。 2018年平昌オリンピック、2022年北京オリンピック出場。2017年のWorld Snowboard Tourでは30位であった。2018年では、World Snowboard Tourで19位、ビッグエアでは12位にランクインした。